# Trilophonota
Trilophonota là một chi bướm đêm thuộc họ Erebidae.